# Bertil Näslund (ekonom)
Bertil Näslund, född 4 april 1933 i Örnsköldsvik, död 15 februari 2016 i Stockholm, var en svensk företagsekonom.  
Näslund var professor i företagsekonomi vid Stockholms universitet 1966–1973. Han var en av de grundande medlemmarna till European Institute for Advanced Studies in Management (EIASM) 1971. Han innehade Gösta Olsons professur i finansiell ekonomi 1984–1993 och Peter Wallenbergs professur i finansiell ekonomi med särskild inriktning mot internationellt företagande 1993–2000, båda vid Handelshögskolan i Stockholm. 
Han blev ledamot av Ingenjörsvetenskapsakademien 1977 och av Vetenskapsakademien 1990. Han var ledamot i Kommittén för Sveriges Riksbanks pris i ekonomisk vetenskap till Alfred Nobels minne 1993–2001, varav åren 1997–1998 som dess ordförande. Bertil Näslund är begravd på Täby södra begravningsplats.